# Juanito (Fußballspieler, 1980)
Juanito, bürgerlich Juan Jesús Gutiérrez Robles (* 17. Februar 1980 in Málaga) ist ein spanischer ehemaliger Fußballspieler.

## Spielerkarriere
Juanito startete seine Karriere im Jahr 2002 beim Club aus seiner Heimatstadt, dem FC Málaga. Mit den Andalusiern spielte er drei Jahre lang regelmäßig in der Primera División. Im Sommer 2005 verließ er den Club, um öfter zu spielen und ging zum Aufsteiger Deportivo Alavés. Dort hatte er auf Anhieb einen Stammplatz, musste aber mit ansehen wie die Basken erst in der Nachspielzeit des letzten Spieltags im Fernduell mit Espanyol Barcelona im Kampf um den Klassenerhalt unterlag.
Anschließend ging er zu Real Sociedad, doch wieder stieg er mit einem baskischen Team ab. Erneut bekam Juanito die Möglichkeit in der ersten Liga zu bleiben, so dass er beim andalusischen Erstliga-Aufsteiger UD Almería unterschrieb. Vier Jahre stand er dort unter Vertrag, war aber seit 2009 an den FC Málaga verliehen. Zwei Spielzeiten in Griechenland bei Asteras Tripolis bildeten den Abschluss seiner Karriere.